# Вайнгласс (Монтана)
Вайнгласс (англ. Wineglass) — переписна місцевість (CDP) в США, в окрузі Парк штату Монтана. Населення — 280 осіб (2020).

## Географія
Вайнгласс розташований за координатами 45°37′41″ пн. ш. 110°37′24″ зх. д. / 45.62806° пн. ш. 110.62333° зх. д. (45.628030, -110.623322).  За даними Бюро перепису населення США в 2010 році переписна місцевість мала площу 16,25 км², уся площа — суходіл.

## Демографія
Згідно з переписом 2010 року, у переписній місцевості мешкало 256 осіб у 101 домогосподарстві у складі 71 родини. Густота населення становила 16 осіб/км².  Було 120 помешкань (7/км²).
Расовий склад населення:
| - 97,7 % — білих - 0,8 % — корінних американців |

До двох чи більше рас належало 1,2 %. Частка іспаномовних становила 3,5 % від усіх жителів.
За віковим діапазоном населення розподілялося таким чином: 25,0 % — особи молодші 18 років, 66,0 % — особи у віці 18—64 років, 9,0 % — особи у віці 65 років та старші. Медіана віку мешканця становила 41,0 року. На 100 осіб жіночої статі у переписній місцевості припадало 106,5 чоловіків;  на 100 жінок у віці від 18 років та старших — 120,7 чоловіків також старших 18 років.
Середній дохід на одне домашнє господарство  становив 49 549 доларів США (медіана — 46 250), а середній дохід на одну сім'ю — 53 150 доларів (медіана — 47 115). За межею бідності перебувало 16,3 % осіб, у тому числі 0,0 % дітей у віці до 18 років та 0,0 % осіб у віці 65 років та старших.
Цивільне працевлаштоване населення становило 126 осіб. Основні галузі зайнятості: науковці, спеціалісти, менеджери — 50,8 %, мистецтво, розваги та відпочинок — 27,8 %, інформація — 7,9 %, освіта, охорона здоров'я та соціальна допомога — 6,3 %.